# Anas aucklandica
Anas aucklandica là một loài chim trong họ Vịt.
Đây là là loài đặc hữu của quần đảo Auckland ở phía nam New Zealand. Loài này đã từng được tìm thấy trên khắp quần đảo Auckland nhưng bây nay bị giới hạn ở những hòn đảo thiếu những kẻ săn mồi du nhập: Đảo Adams, Đảo Enderby, Đảo Thất vọng và một vài hòn đảo nhỏ hơn.